# Nova Rača
Nova Rača és un municipi de Croàcia que es troba al comtat de Bjelovar-Bilogora, al centre del país. Segons el cens del 2001, el municipi té 4.077 habitants, dels quals el 90,68% són croats. La vila de Nova Rača té 534 habitants.

## Localitats
El municipi de Nova Rača té 13 localitats:
| - Bedenik - Bulinac - Dautan - Drljanovac - Kozarevac Račanski - Međurača - Nevinac | - Nova Rača - Orlovac - Sasovac - Slovinska Kovačica - Stara Rača - Tociljevac |